# 尹宏慶
尹宏慶（？—？），字蕊楟，山东省高唐县人，中华民国政治人物。

## 生平
光緒丁酉科舉人。1902年，清朝政府颁布《钦定学堂章程》，山东省东昌府的“启文书院”改建为“东昌府官立中学堂”，位于东昌城中心的“光嶽楼”东南角，孙家胡同内，是如今的实验小学的部分校址。“校址狭隘”，然而“规模毕具、讲堂明亮，皆新式桌几”，该学堂与青州府官立中学堂是山东省最好的学堂。该学堂的首任堂长是留日学生郭宝珍，首任监督是。
民国2年（1913年），将易州降格为易县，不领他县，易州知州改称易县知事。 民国3年（1914年），出任易县知事，同年开始清丈地亩，加捐税。 民国4年（1915年），易县发生蝗灾。 民国5年（1916年）3月15日，东八社乡民抗税。4月4日，东八社乡民一千多人集合在易县东城门外，将押送北京告状。遭到撤职，免除增税，抗税的首领则被抓。
1918年，当选中华民国第二届国会参议员。1920年，第二届国会解散。1919年，在五四运动中，张玉庚、庄陔兰、王锡蕃、李元亮、刘星楠共同提出《张玉庚等请政府训令专使拒绝签字提议案》，并获得蒋棻、林炳华、陈介、吴德培、徐果人、毕桂芳、刘冕执、蔡汉卿、陈邦燮、萧延平、翟文选、成多禄连署。